# Ричард Дикс
Ричард Дикс (англ. Richard Dix, настоящее имя — Эрнст Карлтон Бриммер, Ernst Carlton Brimmer; 18 июля 1893, Сент-Пол — 20 сентября 1949, Лос-Анджелес) — американский киноактёр, номинант на премию «Оскар». Обладатель именной звезды на Голливудской «Аллее славы».

## Биография
Ричард Дикс (урождённый Эрнст Карлтон Бриммер) родился 18 июля 1893 года в Сент-Поле, штат Миннесота. Актёрский талант Эрнста был замечен в школьные годы, однако учился он на хирурга. Окончил Миннесотский университет и недолгое время работал в компании Morosco Stock.
Подписав контракт с кинокомпанией Paramount Pictures, актёр придумал себе псевдоним «Ричард Дикс», отправился в Голливуд и начал свою кинокарьеру с вестерна «Один из многих», где он сыграл роль Джеймса Лоуэри. Наиболее запоминающеся фильмы с участием Ричарда Дикса 1920-х годов — «Души на продажу» с участием Чарли Чаплина и исторический фильм Сесиля Б. Де Милля «Десять заповедей».
В 1932 году, за роль Янси Кравата в вестерне Уэсли Рагглза «Симаррон», Ричард Дикс был номинирован на премию «Оскар» в категории «Лучшая мужская роль», но проиграл Лайонелу Берримору.
12 сентября 1949 года, в поезде, следующем из Нью-Йорка в Лос-Анджелес, Ричард Дикс перенес серьёзный инфаркт миокарда. Восемь дней спустя актёр скончался в возрасте 56 лет. Похоронен в мемориальном парке Форест-Лаун, Глендейл, штат Калифорния.

### Личная жизнь
Ричард Дикс был дважды женат:
- на Винфред Кои (1931—1933; есть дочь Марта Мэри Эллен)
- на Вирджинии Вебстер (1934—1949; есть близнецы Ричард и Роберт и удочерённая Сара Сью)

Ричард Дикс-младший, сын актёра, погиб в автокатастрофе в 1953 году близ статистически обособленной местности Пондероса, штат Калифорния.
С 1934 года Ричард Дикс владел ранчо, построенным возле Голливуда. До конца жизни он разводил цыплят и индеек, в его владениях были 36 собак, в основном, английские и шотландские сеттеры.

## Избранная фильмография
| - «Один из многих» (1917) — Джеймс Лоуэри - «Христианин» (1923) — Джон Сторм - «Души на продажу» (1923) — Фрэнк Клэймор - «Последнему человеку» (1923) — Джин Исбел - «Десять заповедей» (1923) — Джон Мактавиш - «Зов каньона» (1923) — Гленн Килборн - «Скованный льдами» (1924) — Бен Джордан - «Грешники на небесах» (1924) — Алан Крофт - «Слишком много поцелуев» (1924) — Ричард Гейлорд-младший - «Исчезающий американец» (1925) — Нофей - «Подкаблучник» (1925) — Билл Дана - «Давай поженимся» (1926) — Билли Декстер - «Пленительная юность» (1926) — камео | - «Краснокожий» (1929) — Уинг Фут - «Ничего, кроме правды» (1929) — Роберт Беннетт - «Симаррон» (1931) — Янси Крават - «Юный Донован» (1931) — Джим Донован - «Народный защитник» (1931) — Пайк Уинслоу - «Украденные драгоценности» — камео - «Потерянный эскадрон» (1932) — капитан Гибсон - «Стингари» (1934) — Стингари - «Туннель» (1935) — Ричард «Мак» Макаллан - «Человек, пришедший побеждать» (1939) — Сэм Хьюстон - «Люди против небес» (1940) — Фил Мерседес - «Глаза преступного мира» (1942) — шеф полиции Ричард Брайан - «Корабль-призрак» (1943) — капитан Уилл Стоун - «Свистун» (1944) — Эрл К. Конрад - «Метка Свистуна» (1944) — Ли Селфридж Ньюджент - «Сила Свистуна» (1944) — Уильям Эверест - «Голос Свистуна» (1945) — Джон Синклер - «Таинственная гостья» (1946) — Дон Гейл - «Секрет Свистуна» (1946) — Ральф Харрисон - «Тринадцатый час» (1947) — Стив Рейнольдс |